# Flipside
Flipside è un fumetto online creato nel 1999 da Brion Foulke; nato come un semplice saggio per un corso di fumetto, è poi continuato diventando una serie a fumetti vera e propria. È tuttora in corso di pubblicazione, con un ritmo di circa tre tavole a settimana.
Dal 2005 esiste una traduzione italiana, fatta da Franco Bonalumi e pubblicata sul suo portale La Fiera del Fumo.

## La storia
Le vicende inerenti Flipside si svolgono in un mondo medioevale fantasy dove spada e magia si intrecciano quotidianamente. Crest è un giovane ragazzo che è nato e cresciuto nella città di Solstice, dove per caso incontra Maytag, una splendida giullare che fa spettacoli ogni sera intrattenendo il pubblico con giochi e battute. Affascinato dal comportamento disinibito e diretto di Maytag finisce per invaghirsi di lei, chiedendole di uscire insieme, e dando origine alla storia di Flipside.
Entrando nella vita di Maytag, Crest scoprirà sogni, segreti, amicizie e stralci del passato della donna e della sua compagna d'avventure, la spadaccina Bernadette, addentrandosi nel loro mondo.

## Personaggi principali
- Maytag è una ragazza timida e tranquilla, oltre che molto intelligente; indossare il proprio costume da giullare, però, porta alla luce altri tratti del suo carattere, una seconda personalità ben distinta: estroversa, scatenata e senza pudori, può salire sul palco e intrattenere per ore la platea con giochi d'abilità e battute di vario tipo, non ultime quelle riguardanti il sesso, che dichiara apertamente di apprezzare. Nella sua personalità di giullare non solo diventa ninfomane, ma anche un'abile combattente che si serve spesso di coltelli da lancio e trucchetti magici per riuscire a scampare le ire di chi si scopre ingannato da lei. È apertamente di orientamento bisessuale, e durante il corso della storia ha rapporti sia con uomini che con donne.
- Bernadette è un'abilissima spadaccina che sogna di diventare cavaliere, e che spesso si ritrova a dover tirare fuori dai guai Maytag. Quella che nella prima parte della storia sembra un'amicizia profonda e speciale, in seguito si rivela essere una vera e propria relazione omosessuale, portata avanti dalle due da ben tre anni, segretamente, per non rovinare il sogno di Bernadette. Come ogni vero spadaccino, diffida fortemente della magia.
- Crest è un giovane scaltro, ma che non ha mai avuto particolari esperienze sessuali. Ogni volta che ha del tempo libero va a giocare a poker in una bisca clandestina, nel tentativo di raggranellare abbastanza denaro per poter pagare un'operazione agli occhi di sua madre, che è rimasta cieca. È molto attratto da Maytag e dalla sua spregiudicatezza, a tal punto da arrivare ad innamorarsene.